# Nazih Musharbash

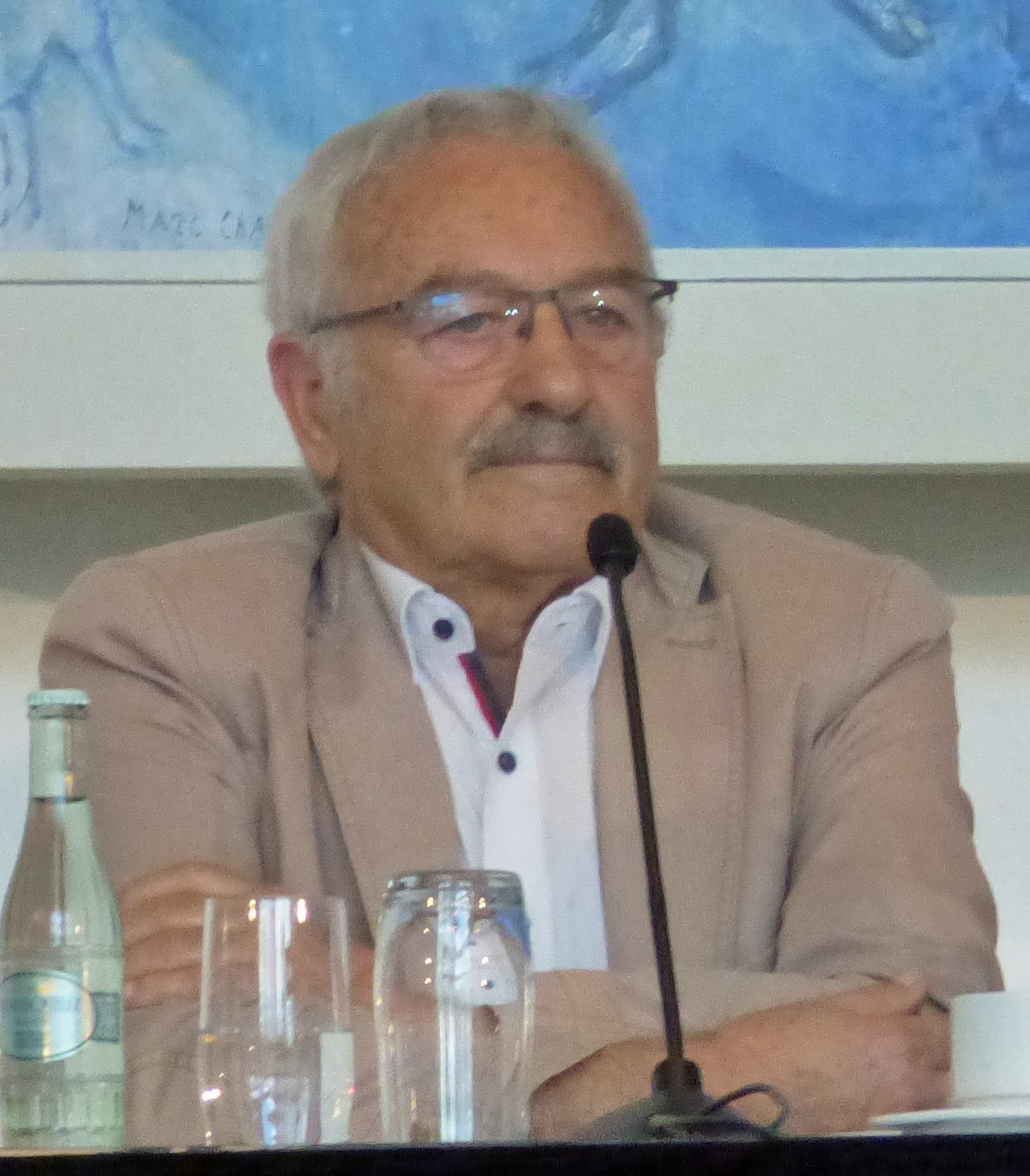
Nazih Musharbash (2024)

Nazih Musharbash (* 23. November 1946 in Amman, Jordanien) ist ein deutscher Lehrer und Politiker (SPD).

## Leben
Geboren wurde Musharbash 1946 in Amman (Jordanien). Seine Schulzeit verbrachte er bis zum Abitur in Bethlehem und Beit Jala (Palästina) im Internat der Evangelisch-Lutherischen Schulen. Seit 1965 lebt Nazih Musharbash in Deutschland. Er studierte in Oldenburg und unterrichtete Chemie und Biologie und war bis zur Pensionierung Realschulrektor in Bad Laer. Jahrelang war er bei der Bezirksregierung Weser-Ems Fortbildungsbeauftragter und danach Koordinator für Schulentwicklung und Evaluation. Er lebt in Bad Iburg und war seit 1986 insgesamt 34 Jahre Mitglied des Rates der Stadt und bis 2016 für 25 Jahre Abgeordneter im Kreistag des Landkreises Osnabrück. Am 12. Februar 1997 zog er als Nachrücker in den Niedersächsischen Landtag ein, dem er bis zum Ende der 13. Wahlperiode Ende März 1998 als Mitglied der SPD angehörte.
Als Gründer der Regionalgruppe Osnabrück der Deutsch-Palästinensischen Gesellschaft (DPG) war er bis zum 20. Juni 2018 deren Vorsitzender. Auf der Jahreshauptversammlung am 15. Juni 2018 wurde er als Nachfolger von Raif Hussein zum Präsidenten der Deutsch-Palästinensischen Gesellschaft gewählt.
Musharbash bereist regelmäßig die Nahost-Länder und setzt sich für die Einhaltung der Menschenrechte überall ein. Voraussetzung für einen Frieden zwischen Israel und den Palästinensern sind für ihn die Beendigung der Besatzung und die Gründung eines souveränen Staates für die Palästinenser, so wie es die internationalen Vereinbarungen vorsehen. Die Fortsetzung der Besatzung und das Festhalten am jüdischen Charakter des Staates Israel sieht er als Hindernisse an, da Israel dadurch seinen demokratischen Anspruch verlieren würde. Musharbash hält Vorträge zum Palästina-Konflikt. Sein Sohn ist der Journalist Yassin Musharbash.

## Auszeichnungen
- 2025: Courage-Preis des Komitees Courage seiner Heimatstadt Bad Iburg[3]

## Werke
- Karsten Mosebach, Kurt Nägele, Nazih Musharbash: Jordanien: der ganze Orient in einem Land. Tecklenborg, Steinfurt 2015, ISBN 978-3-944327-29-7 (142 S.).
- Nazih Musharbash (Autor), Karsten Mosebach und Kurt Nägele (Fotografen): Jordan – The Whole Orient In One Country, in englischer Sprache
- Nazih Musharbash: Trauer und Misstrauen. In: Trotzdem sprechen. Dies ist die konkreteste Utopie unserer Tage! Ullstein, Berlin 2024 ISBN 978-3-550-20304-6